# Wereldbeker freestyleskiën 2015/2016
De wereldbeker freestyleskiën 2015/2016 (officieel: FIS World Cup Freestyle skiing) is een competitie voor freestyleskiërs die georganiseerd wordt door de internationale skifederatie FIS. In de wereldbeker zijn zowel voor mannen als voor vrouwen zes disciplines opgenomen (halfpipe, slopestyle, ski cross, aerials, moguls en dual moguls). Voor deze disciplines worden ieder afzonderlijk medailles uitgereikt, waarbij dual moguls en moguls als één discipline worden gerekend. Het seizoen ging van start op 23 augustus 2015 in het Nieuw-Zeelandse Cardrona en eindigde op 12 maart 2015 in het Franse Tignes.

## Mannen

### Uitslagen
| Datum      | Plaats           | Onderdeel   | Eerste                | Tweede                | Derde                 |
| ---------- | ---------------- | ----------- | --------------------- | --------------------- | --------------------- |
| 23/08/2015 | Cardrona         | halfpipe    | Kevin Rolland         | Thomas Krief          | Benoît Valentin       |
| 28/08/2015 | Cardrona         | slopestyle  | James Woods           | Øystein Bråten        | Joss Christensen      |
| 05/12/2015 | Montafon         | ski cross   | Christopher Del Bosco | Brady Leman           | Filip Flisar          |
| 11/12/2015 | Val Thorens      | ski cross   | Christopher Del Bosco | Filip Flisar          | Brady Leman           |
| 12/12/2015 | Val Thorens      | ski cross   | Jean-Frédéric Chapuis | Thomas Harasser       | Christopher Del Bosco |
| 12/12/2015 | Ruka             | dual moguls | Mikaël Kingsbury      | Benjamin Cavet        | Ikuma Horishima       |
| 19/12/2015 | Innichen         | ski cross   | Jean-Frédéric Chapuis | Brady Leman           | Johannes Rohrweck     |
| 20/12/2015 | Innichen         | ski cross   | Victor Öhling Norberg | Jean-Frédéric Chapuis | Sylvain Miaillier     |
| 19/12/2015 | Peking           | aerials     | Qi Guangpu            | Petr Medoelitsj       | David Morris          |
| 20/12/2015 | Peking           | aerials     | Maksim Goestik        | David Morris          | Oleksandr Abramenko   |
| 14/01/2016 | Lake Placid      | moguls      | Afgelast              | Afgelast              | Afgelast              |
| 15/01/2016 | Lake Placid      | aerials     | Afgelast              | Afgelast              | Afgelast              |
| 16/01/2016 | Lake Placid      | aerials     | Afgelast              | Afgelast              | Afgelast              |
| 16/01/2016 | Watles           | ski cross   | Jean-Frédéric Chapuis | Sylvain Miaillier     | Jonas Devouassoux     |
| 17/01/2016 | Watles           | ski cross   | Jonas Lenherr         | Alex Fiva             | Brady Leman           |
| 23/01/2016 | Mammoth Mountain | halfpipe    | Gus Kenworthy         | David Wise            | Aaron Blunck          |
| 24/01/2016 | Mammoth Mountain | slopestyle  | Joss Christensen      | McRae Williams        | Øystein Bråten        |
| 23/01/2016 | Nakiska          | ski cross   | Jean-Frédéric Chapuis | Armin Niederer        | Brady Leman           |
| 23/01/2016 | Val Saint-Come   | moguls      | Mikaël Kingsbury      | Matt Graham           | Laurent Dumais        |
| 30/01/2016 | Calgary          | moguls      | Mikaël Kingsbury      | Philippe Marquis      | Sho Endo              |
| 04/02/2016 | Deer Valley      | moguls      | Matt Graham           | Mikaël Kingsbury      | Ludvig Fjallstrom     |
| 04/02/2016 | Deer Valley      | aerials     | Qi Guangpu            | Olivier Rochon        | Oleksandr Abramenko   |
| 05/02/2016 | Deer Valley      | aerials     | Petr Medoelitsj       | Oleksandr Abramenko   | Naoya Tabara          |
| 06/02/2016 | Deer Valley      | dual moguls | Anthony Benna         | Jimi Salonen          | Dmitri Reiherd        |
| 05/02/2016 | Park City        | halfpipe    | Aaron Blunck          | Benoit Valentin       | Kevin Rolland         |
| 12/02/2016 | Boston           | big air     | Vincent Gagnier       | Andri Ragettli        | Jonas Hunziker        |
| 13/02/2016 | Moskou           | aerials     | Mac Bohonnon          | Jonathon Lillis       | Ilja Boerov           |
| 13/02/2016 | Idre             | ski cross   | Filip Flisar          | Christopher Del Bosco | Christoph Wahrstötter |
| 14/02/2016 | Idre             | ski cross   | Victor Öhling Norberg | Thomas Zangerl        | Jonas Lenherr         |
| 20/02/2016 | Minsk            | aerials     | Christopher Lillis    | Maksim Goestik        | Ilja Boerov           |
| 20/02/2016 | Tegernsee        | ski cross   | Afgelast              | Afgelast              | Afgelast              |
| 21/02/2016 | Tegernsee        | ski cross   | Afgelast              | Afgelast              | Afgelast              |
| 20/02/2016 | Pyeongchang      | slopestyle  | Alex Bellemare        | Henrik Harlaut        | Josiah Wells          |
| 28/02/2016 | Pyeongchang      | ski cross   | Bastien Midol         | Paul Eckert           | Jean-Frédéric Chapuis |
| 27/02/2016 | Sierra Nevada    | aerials     | Afgelast              | Afgelast              | Afgelast              |
| 27/02/2016 | Tazawako         | moguls      | Bradley Wilson        | Mikaël Kingsbury      | Matt Graham           |
| 28/02/2016 | Tazawako         | dual moguls | Mikaël Kingsbury      | Thomas Rowley         | Benjamin Cavet        |
| 04/03/2016 | Arosa            | ski cross   | Semen Densjtsjikov    | Victor Öhling Norberg | Christopher Del Bosco |
| 04/03/2016 | Silvaplana       | slopestyle  | Andri Ragettli        | Fabian Bösch          | Øystein Bråten        |
| 05/03/2016 | Moskou           | dual moguls | Mikaël Kingsbury      | Benjamin Cavet        | Philippe Marquis      |
| 10/03/2016 | Tignes           | halfpipe    | Kevin Rolland         | Lyman Currier         | Benoît Valentin       |

### Eindstanden
| Algemeen | Algemeen              | Algemeen | Algemeen |
| #        | Naam                  | Land     | Punten   |
| -------- | --------------------- | -------- | -------- |
| 1        | Mikaël Kingsbury      | CAN      | 88,13    |
| 2        | Kevin Rolland         | FRA      | 59,20    |
| 3        | Jean-Frédéric Chapuis | FRA      | 57,83    |
| 4        | Andri Ragettli        | SUI      | 52,40    |
| 5        | Oleksandr Abramenko   | UKR      | 51,67    |
| 6        | Øystein Bråten        | NOR      | 49,60    |
| 7        | Aaron Blunck          | USA      | 49,00    |
| 8        | Benoît Valentin       | FRA      | 49,00    |
| 9        | Matt Graham           | AUS      | 47,25    |
| 10       | Benjamin Cavet        | FRA      | 47,25    |

| Skicross | Skicross              | Skicross | Skicross |
| #        | Naam                  | Land     | Punten   |
| -------- | --------------------- | -------- | -------- |
| 1        | Jean-Frédéric Chapuis | FRA      | 694      |
| 2        | Christopher Del Bosco | CAN      | 554      |
| 3        | Brady Leman           | CAN      | 523      |
| 4        | Victor Öhling Norberg | SWE      | 413      |
| 5        | Filip Flisar          | SLO      | 379      |
| 6        | Bastien Midol         | FRA      | 367      |
| 7        | Thomas Zangerl        | AUT      | 319      |
| 8        | Alex Fiva             | SUI      | 316      |
| 9        | Jonas Lenherr         | SUI      | 311      |
| 10       | Daniel Bohnacker      | GER      | 291      |

| Aerials | Aerials               | Aerials | Aerials |
| #       | Naam                  | Land    | Punten  |
| ------- | --------------------- | ------- | ------- |
| 1       | Oleksandr Abramenko   | UKR     | 310     |
| 2       | Maksim Goestik        | BLR     | 276     |
| 3       | Petr Medoelitsj       | RUS     | 244     |
| 4       | Qi Guangpu            | CHN     | 226     |
| 5       | Ilja Boerov           | RUS     | 214     |
| 6       | Christopher Lillis    | USA     | 185     |
| 7       | Jonathon Lillis       | USA     | 184     |
| 8       | Stanislav Gladtsjenko | BLR     | 180     |
| 9       | David Morris          | AUS     | 173     |
| 10      | Mac Bohonnon          | USA     | 155     |

| Halfpipe | Halfpipe        | Halfpipe | Halfpipe |
| #        | Naam            | Land     | Punten   |
| -------- | --------------- | -------- | -------- |
| 1        | Kevin Rolland   | FRA      | 296      |
| 2        | Aaron Blunck    | USA      | 245      |
| 3        | Benoît Valentin | FRA      | 245      |
| 4        | Lyman Currier   | USA      | 162      |
| 5        | Broby Leebs     | USA      | 136      |
| 6        | Alex Ferreira   | USA      | 131      |
| 7        | David Wise      | USA      | 130      |
| 8        | Gus Kenworthy   | USA      | 100      |
| 9        | Byron Wells     | NZL      | 88       |
| 10       | Thomas Krief    | FRA      | 80       |

| Moguls | Moguls                | Moguls | Moguls |
| #      | Naam                  | Land   | Punten |
| ------ | --------------------- | ------ | ------ |
| 1      | Mikaël Kingsbury      | CAN    | 705    |
| 2      | Matt Graham           | AUS    | 378    |
| 3      | Benjamin Cavet        | FRA    | 378    |
| 4      | Philippe Marquis      | CAN    | 348    |
| 5      | Jimi Salonen          | FIN    | 272    |
| 6      | Aleksandr Smysjljajev | RUS    | 261    |
| 7      | Dmitri Reiherd        | KAZ    | 243    |
| 8      | Daichi Hara           | JPN    | 216    |
| 9      | Anthony Benna         | FRA    | 198    |
| 10     | Dylan Walczyk         | USA    | 184    |

| Slopestyle | Slopestyle               | Slopestyle | Slopestyle |
| #          | Naam                     | Land       | Punten     |
| ---------- | ------------------------ | ---------- | ---------- |
| 1          | Andri Ragettli           | SUI        | 262        |
| 2          | Øystein Bråten           | NOR        | 248        |
| 3          | McRae Williams           | USA        | 222        |
| 4          | James Woods              | GBR        | 221        |
| 5          | Joss Christensen         | USA        | 160        |
| 6          | Fabian Bösch             | SUI        | 150        |
| 7          | Josiah Wells             | NZL        | 150        |
| 8          | Jonas Hunziker           | SUI        | 139        |
| 9          | Felix Stridsberg-Usterud | NOR        | 136        |
| 10         | Evan McEachran           | CAN        | 135        |

## Vrouwen

### Uitslagen
| Datum      | Plaats           | Onderdeel   | Eerste                     | Tweede                  | Derde                      |
| ---------- | ---------------- | ----------- | -------------------------- | ----------------------- | -------------------------- |
| 23/08/2015 | Cardrona         | halfpipe    | Devin Logan                | Janina Kuzma            | Ayana Onozuka              |
| 28/08/2015 | Cardrona         | slopestyle  | Tiril Sjåstad Christiansen | Silvia Bertagna         | Lisa Zimmermann            |
| 05/12/2015 | Montafon         | ski cross   | Marielle Thompson          | Anna Holmlund           | Katrin Ofner               |
| 11/12/2015 | Val Thorens      | ski cross   | Anna Holmlund              | Sandra Näslund          | Ophélie David              |
| 12/12/2015 | Val Thorens      | ski cross   | Anna Holmlund              | Alizée Baron            | Andrea Limbacher           |
| 12/12/2015 | Ruka             | dual moguls | Mikaela Matthews           | Regina Rachimova        | Chloé Dufour-Lapointe      |
| 19/12/2015 | Innichen         | ski cross   | Heidi Zacher               | Anna Holmlund           | Sandra Näslund             |
| 20/12/2015 | Innichen         | ski cross   | Andrea Limbacher           | Kelsey Serwa            | Alizée Baron               |
| 19/12/2015 | Peking           | aerials     | Ashley Caldwell            | Zhang Xin               | Kiley McKinnon             |
| 20/12/2015 | Peking           | aerials     | Kong Fanyu                 | Ashley Caldwell         | Quan Huilin                |
| 14/01/2016 | Lake Placid      | moguls      | Afgelast                   | Afgelast                | Afgelast                   |
| 15/01/2016 | Lake Placid      | aerials     | Afgelast                   | Afgelast                | Afgelast                   |
| 16/01/2016 | Lake Placid      | aerials     | Afgelast                   | Afgelast                | Afgelast                   |
| 16/01/2016 | Watles           | ski cross   | Anna Holmlund              | Alizée Baron            | Andrea Limbacher           |
| 17/01/2016 | Watles           | ski cross   | Marielle Thompson          | Anna Holmlund           | Heidi Zacher               |
| 23/01/2016 | Mammoth Mountain | halfpipe    | Ayana Onozuka              | Devin Logan             | Janina Kuzma               |
| 24/01/2016 | Mammoth Mountain | slopestyle  | Yuki Tsubota               | Giulia Tanno            | Emma Dahlstrom             |
| 23/01/2016 | Nakiska          | ski cross   | Marielle Thompson          | Anna Holmlund           | Andrea Limbacher           |
| 23/01/2016 | Val Saint-Come   | moguls      | Justine Dufour-Lapointe    | Chloé Dufour-Lapointe   | Maxime Dufour-Lapointe     |
| 30/01/2016 | Calgary          | moguls      | Chloé Dufour-Lapointe      | Justine Dufour-Lapointe | Andi Naude                 |
| 04/02/2016 | Deer Valley      | moguls      | Justine Dufour-Lapointe    | Joelia Galysjeva        | Chloé Dufour-Lapointe      |
| 04/02/2016 | Deer Valley      | aerials     | Yang Yu                    | Samantha Wells          | Aleksandra Orlova          |
| 05/02/2016 | Deer Valley      | aerials     | Zhang Xin                  | Danielle Scott          | Ashley Caldwell            |
| 06/02/2016 | Deer Valley      | dual moguls | Justine Dufour-Lapointe    | Joelia Galysjeva        | Jaelin Kauf                |
| 05/02/2016 | Park City        | halfpipe    | Maddie Bowman              | Ayana Onozuka           | Marie Martinod             |
| 12/02/2016 | Boston           | big air     | Lisa Zimmermann            | Emma Dahlström          | Tiril Sjåstad Christiansen |
| 13/02/2016 | Moskou           | aerials     | Alina Gridneva             | Zjanbota Aldabergenova  | Madison Olsen              |
| 13/02/2016 | Idre             | ski cross   | Anna Holmlund              | Marielle Thompson       | Sandra Näslund             |
| 14/02/2016 | Idre             | ski cross   | Marielle Thompson          | Sandra Näslund          | Alizée Baron               |
| 20/02/2016 | Minsk            | aerials     | Ashley Caldwell            | Danielle Scott          | Aleksandra Ramanoeskaja    |
| 20/02/2016 | Tegernsee        | ski cross   | Afgelast                   | Afgelast                | Afgelast                   |
| 21/02/2016 | Tegernsee        | ski cross   | Afgelast                   | Afgelast                | Afgelast                   |
| 20/02/2016 | Pyeongchang      | slopestyle  | Tiril Sjåstad Christiansen | Maggie Voisin           | Emma Dahlström             |
| 28/02/2016 | Pyeongchang      | ski cross   | Andrea Limbacher           | Kelsey Serwa            | Anna Holmlund              |
| 27/02/2016 | Sierra Nevada    | aerials     | Afgelast                   | Afgelast                | Afgelast                   |
| 27/02/2016 | Tazawako         | moguls      | Perrine Laffont            | Chloé Dufour-Lapointe   | Audrey Robichaud           |
| 28/02/2016 | Tazawako         | dual moguls | Deborah Scanzio            | Audrey Robichaud        | Chloé Dufour-Lapointe      |
| 04/03/2016 | Arosa            | ski cross   | Anna Holmlund              | Marielle Thompson       | Alizée Baron               |
| 04/03/2016 | Silvaplana       | slopestyle  | Emma Dahlström             | Giulia Tanno            | Maggie Voisin              |
| 05/03/2016 | Moskou           | dual moguls | Perrine Laffont            | Andi Naude              | Hedvig Wessel              |
| 10/03/2016 | Tignes           | halfpipe    | Maddie Bowman              | Annalisa Drew           | Marie Martinod             |

### Eindstanden
| Algemeen | Algemeen                   | Algemeen | Algemeen |
| #        | Naam                       | Land     | Punten   |
| -------- | -------------------------- | -------- | -------- |
| 1        | Devin Logan                | USA      | 88,20    |
| 2        | Anna Holmlund              | SWE      | 81,25    |
| 3        | Tiril Sjåstad Christiansen | NOR      | 69,00    |
| 4        | Ashley Caldwell            | USA      | 68,17    |
| 5        | Chloé Dufour-Lapointe      | CAN      | 61,75    |
| 6        | Marielle Thompson          | CAN      | 61,42    |
| 7        | Emma Dahlström             | SWE      | 60,00    |
| 8        | Justine Dufour-Lapointe    | CAN      | 58,88    |
| 9        | Ayana Onozuka              | JPN      | 58,00    |
| 10       | Danielle Scott             | AUS      | 54,17    |

| Skicross | Skicross           | Skicross | Skicross |
| #        | Naam               | Land     | Punten   |
| -------- | ------------------ | -------- | -------- |
| 1        | Anna Holmlund      | SWE      | 975      |
| 2        | Marielle Thompson  | CAN      | 737      |
| 3        | Alizée Baron       | FRA      | 612      |
| 4        | Sandra Näslund     | SWE      | 556      |
| 5        | Andrea Limbacher   | AUT      | 527      |
| 6        | Heidi Zacher       | GER      | 519      |
| 7        | Katrin Ofner       | AUT      | 442      |
| 8        | Kelsey Serwa       | CAN      | 414      |
| 9        | Marte Høie Gjefsen | NOR      | 414      |
| 10       | Sofia Smirnova     | RUS      | 266      |

| Aerials | Aerials                 | Aerials | Aerials |
| #       | Naam                    | Land    | Punten  |
| ------- | ----------------------- | ------- | ------- |
| 1       | Ashley Caldwell         | USA     | 409     |
| 2       | Danielle Scott          | AUS     | 325     |
| 3       | Alina Gridneva          | RUS     | 247     |
| 4       | Aleksandra Orlova       | RUS     | 242     |
| 5       | Zhang Xin               | CHN     | 232     |
| 6       | Kiley McKinnon          | USA     | 222     |
| 7       | Quan Huilin             | CHN     | 207     |
| 8       | Samantha Wells          | AUS     | 206     |
| 9       | Aleksandra Ramanoeskaja | BLR     | 206     |
| 10      | Yang Yu                 | CHN     | 195     |

| Halfpipe | Halfpipe        | Halfpipe | Halfpipe |
| #        | Naam            | Land     | Punten   |
| -------- | --------------- | -------- | -------- |
| 1        | Ayana Onozuka   | JPN      | 290      |
| 2        | Devin Logan     | USA      | 260      |
| 3        | Maddie Bowman   | USA      | 245      |
| 4        | Janina Kuzma    | NZL      | 214      |
| 5        | Annalisa Drew   | USA      | 159      |
| 6        | Marie Martinod  | FRA      | 156      |
| 7        | Saori Suzuki    | JPN      | 100      |
| 8        | Brita Sigourney | USA      | 81       |
| 9        | Anaïs Caradeux  | FRA      | 81       |
| 10       | Yurie Watabe    | JPN      | 78       |

| Moguls | Moguls                  | Moguls | Moguls |
| #      | Naam                    | Land   | Punten |
| ------ | ----------------------- | ------ | ------ |
| 1      | Chloé Dufour-Lapointe   | CAN    | 494    |
| 2      | Justine Dufour-Lapointe | CAN    | 471    |
| 3      | Perrine Laffont         | FRA    | 414    |
| 4      | Joelia Galysjeva        | KAZ    | 318    |
| 5      | Andi Naude              | CAN    | 306    |
| 6      | Mikaela Matthews        | USA    | 285    |
| 7      | Audrey Robichaud        | CAN    | 280    |
| 8      | Maxime Dufour-Lapointe  | CAN    | 272    |
| 9      | Deborah Scanzio         | SUI    | 266    |
| 10     | Regina Rachimova        | RUS    | 261    |

| Slopestyle | Slopestyle                 | Slopestyle | Slopestyle |
| #          | Naam                       | Land       | Punten     |
| ---------- | -------------------------- | ---------- | ---------- |
| 1          | Tiril Sjåstad Christiansen | NOR        | 345        |
| 2          | Emma Dahlström             | SWE        | 300        |
| 3          | Lisa Zimmermann            | GER        | 224        |
| 4          | Yuki Tsubota               | CAN        | 210        |
| 5          | Giulia Tanno               | SUI        | 208        |
| 6          | Maggie Voisin              | USA        | 185        |
| 7          | Devin Logan                | USA        | 181        |
| 8          | Isabel Atkin               | GBR        | 169        |
| 9          | Silvia Bertagna            | ITA        | 159        |
| 10         | Keri Herman                | USA        | 130        |